# L'Isle-sur-Serein
L'Isle-sur-Serein är en kommun i departementet Yonne i regionen Bourgogne-Franche-Comté i norra Frankrike. Kommunen ligger i kantonen L'Isle-sur-Serein som tillhör arrondissementet Avallon. År 2022 hade L'Isle-sur-Serein 664 invånare.

## Befolkningsutveckling
Antalet invånare i kommunen L'Isle-sur-Serein
| Referens: INSEE |